# Del av Bremön
Del av Bremön este o arie protejată (arie specială de conservare — SAC, sit de importanță comunitară — SCI, arie de protecție specială avifaunistică — SPA) din Suedia întinsă pe o suprafață de 1.020 ha, integral pe uscat.

## Localizare
Centrul sitului Del av Bremön este situat la coordonatele 62°12′31″N 17°42′20″E / 62.2087°N 17.7056°E.

## Înființare
Situl Del av Bremön a fost declarat sit de importanță comunitară în ianuarie 2002 pentru a proteja 10 specii de animale. Alte tipuri de protecție:
- arie de protecție specială avifaunistică (în aprilie 2004)[2]
- arie specială de conservare (în martie 2011)[1][3][4]

## Biodiversitate
Situată în ecoregiunile boreală și marină baltică, aria protejată conține 12 habitate naturale: Litoraluri nisipoase din Baltica boreală cu vegetație perenă, Păduri caducifoliate de mlaștină fino-scandinave, Păduri naturale în etape succesive primare ale suprafețelor emergente de coastă, Mlaștini împădurite, Mlaștini turboase de tranziție și turbării mișcătoare, Taiga vestică, Lacuri și iazuri distrofice naturale, Faleze cu vegetație de pe coastele atlantice și baltice, Păduri fino-scandinave bogate în ierburi cu Picea abies, Vegetație perenă pe țărmurile stâncoase, Pante stâncoase silicioase cu vegetație casmofită, Mlaștini alcaline.
La baza desemnării sitului se află mai multe specii protejate de  păsări (10): cocoșul de mesteacăn (Bonasa bonasia), ciocănitoare neagră (Dryocopus martius), cufundar polar (Gavia arctica), cocor (Grus grus), vultur pescar (Pandion haliaetus), ciocănitoare verzuie (Picus canus), chiră de baltă (Sterna hirundo), Sterna paradisaea, cocoșul de mesteacăn (Tetrao tetrix tetrix),  cocoș de munte (Tetrao urogallus).